# エルンスト・フィードラー
エルンスト・フィードラー（独: Ernst Fiedler、1861年7月22日 – 1954年7月16日
） は、ドイツ出身のスイスの数学者。

## 経歴と功績
1867年、チューリッヒ工科大学教授のヴィルヘルム・フィードラーの息子として生まれた。1879年から1882年まで、彼はチューリッヒ工科大学数学科で学び、その後ベルリンに向かい ヴァイエルシュトラスとフロベニウスなど著名な数学者の下で学んだ。1885年ライプツィヒに移りフェリックス・クラインの下で博士号を獲得した。
チューリッヒに戻って、彼は工科大学で私講師になった。1889年  Industrieschule（現在のKantonsschule Rämibühl）の正教授に任命された。1904年から1926年の引退まで、学校長を務めた。
フィードラーは幾つかの学校で教科書を作り、研究論文を発表しただけだったものの、バイエルシュトラスや父ヴィルヘルムなどの講義メモに名が残っている。
彼はスイス陸軍にも参加しており大将（Colonel）に昇格した。1889年、工科大学で弾道学の講義を行った。 また、中等学校の改善委員会の委員でもあった。